# Renascimento flamengo

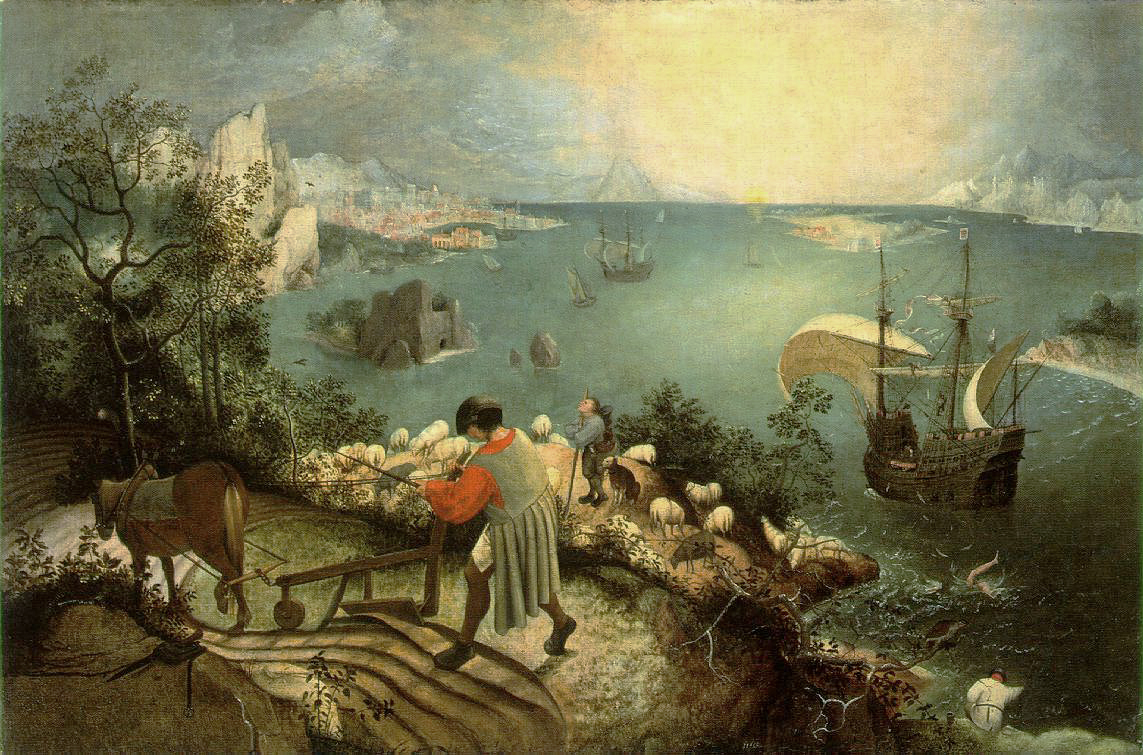
A Queda de Ícaro, de Pieter Bruegel o velho

No norte da Europa, a Renascença se materializou em torno da visão do realismo intenso da obra de Albrecht Dürer. Nos Países Baixos, os pintores seguiram o impulso setentrional para a observação precisa e para o naturalismo, no âmbito das paisagens e retratos. Assim como na Itália, a Renascença setentrional terminou com o Maneirismo, que durou uma geração a mais que na Itália.

## O Maneirismo norte-europeu
Dois pintores flamengos equilibraram-se na divisa entre o mundo gótico e o renascentista: Jan Gossaert e Joachim Patinir. Gossaert até trabalhou na Itália e inventou para si uma assinatura italianizada: Mabuse. 
Se a França pode ser considerada setentrional, pelo menos no sentido de não ser italianizada, então Jean Clouet e a Escola de Fontainebleau são exemplos notáveis de uma Renascença pinturesca no norte da Europa. Rosso Fiorentino e Francesco Primaticio trouxeram sua refinada influência para Fontainebleau. A Escola de Fontainebleau baseava-se no refinamento italiano, mas em suas obras há um inegável realismo flamengo.  
Joachim Wtewael, que nasceu nos Países Baixos mas viajou pela Itália e França, tornou-se destacado representante do estilo maneirista flamengo. Outro eminente pintor maneirista foi Bartholomeus Spranger. Tornou-se pintor da corte de Rodolfo II e exerceu muita influência na Escola de Haarlem.

## A paisagem setentrional

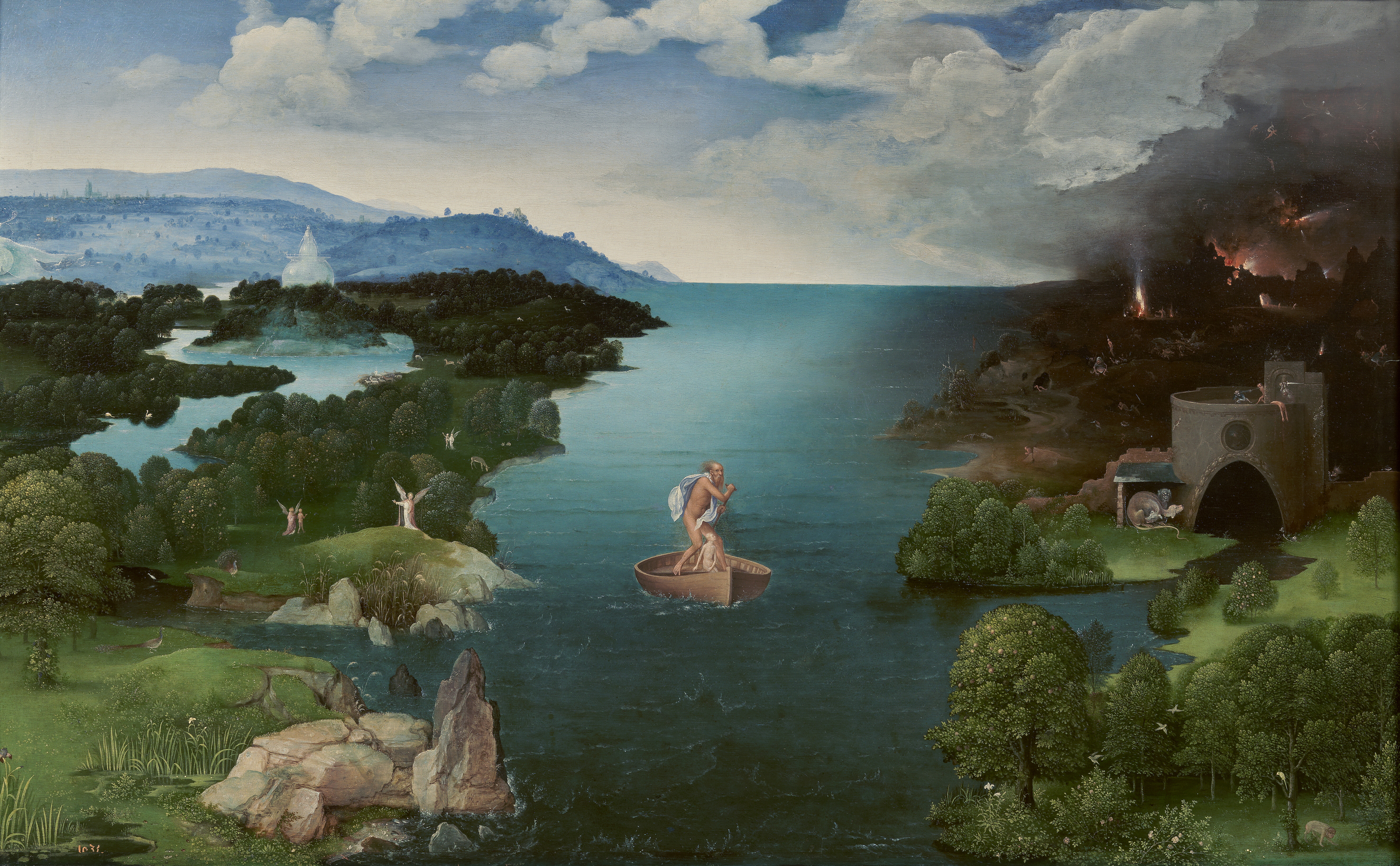
Caronte atravessando o Estige, de Joachim Patinir

A pintura de paisagens tornou-se uma das mais duradouras marcas da pintura norte-européia do século XVI. Antes, houvera as pequenas paisagens de camafeu, vislumbradas por janelas e portas de cenas de interiores. É Joachim Patinir quem fornece o elo entre o mundo gótico e o renascentista. Se Gossaert é um elo entre o norte e o sul, Patinir é o mediador entre o passado e o futuro. Há nele a influência de Albrecht Dürer, cujas gravuras já estavam disponíveis na época, e as iluminuras medievais. 
O único rival de Dürer ao título de maior artista norte-europeu é Pieter Brueghel o velho. Nascido em Breda, no Brabante holandês, foi ancestral de um clã de pintores. A influências mais fortes de sua obra foram de Bosch e Patinir. Em suas pinturas há uma continuidade flamenga, das fantásticas criações de Bosch e das paisagens de Patinir. Executou uma série sobre os meses do ano, que se assemelhava à obra dos Irmãos Limbourg, pintada para um rico cidadão de Antuérpia.

## Lista de Artistas
Karel van Mander escreveu uma grande obra com a biografia de pintores flamengos da época, chamada Schilderboeck, comparável à do italiano Giorgio Vasari.
| - Aartgens - Adriaen Isenbrandt - Ambrosius Benson - Anthonie Blocklandt van Montfoort - António Mouro - Bernard van Orley - Bartholomäus Spranger - Catarina van Hemessen - Corneille de Lyon - Cornelis Cort - David Vinckboons - Denis Calvaert - Dirck Volckertsz Coornhert - Dominicus Custos - Dominicus Lampsonius - Frans Floris - Frans Pourbus, o Jovem - Frans Pourbus o velho - Gillis de Hondecoeter - Hans Eworth - Hans Sebald Beham - Hans Vredeman de Vries - Hendrik Goltzius - Herri met de Bles - Hieronymus Bosch - Hieronymus Cock | - Jacob Matham - Jacob van Utrecht - Jan Brueghel o velho - Jan Mabuse van Gosaert - Jan Mandyn - Jan Matsys - Jan Mostaert - Jan Provoost - Jan Sanders van Hemessen - Jan van Dornicke - Jan van Huysum - Jan van Ravesteyn - Jan van Scorel - Jan Wellens de Cock - Jan Weenix - Joachim Beuckelaer - Joachim Patinir - Joachim Wtewael - Joos van Cleve - Joris Hoefnagel - Karel van Mander - Lambert Lombard | - Levina Teerlinc - Lucas Cranach - Lucas Horenbout - Lucas van Leyden - Maarten van Heemskerck - Mabuse - Marinus van Reymerswaele - Melchior de Hondecoeter - Michiel Jansz van Mierevelt - Paulus Moreelse - Philip Galle - Pieter Aertsen - Pieter Bruegel o velho - Pieter Bruegel o jovem - Pieter Coecke van Aelst - Pieter Huys - Pieter Pourbus - Pieter Coecke van Aelst - Quentin Matsys - Roelant Savery - Simon Bening - William Scrots |  |